# Ingvar Jung
Ingvar Karl Einar Jung, född 9 mars 1910 i Johannes församling, Stockholm, död 29 december 1989 i Saltsjöbadens församling, var en svensk professor och företagsledare. Han var son till Torsten Jung.
Jung utexaminerades från Kungliga Tekniska högskolan som civilingenjör 1932 och blev teknologie doktor 1936. Han var först anställd i utlandet, blev maringenjör 1934, ingenjör vid Brown Boveri i Baden (Schweiz) 1936 och tjänstgjorde i mariningenjörskåren 1939–1943. Han var professor i ångteknik vid Chalmers tekniska högskola 1944–1945, överingenjör vid Götaverken i Göteborg 1944–1947 och vid STAL i Finspång 1947–1950. Han blev verkställande direktör för AB de Lavals Ångturbin 1951, direktör vid Stal-Laval Turbin AB 1959 och verkställande direktör där 1961. Han lämnade denna befattning 1968, då han blev professor i ångteknik vid Kungliga Tekniska högskolan, där han blev emeritus 1975.
Jung invaldes 1953 som ledamot av Kungliga Ingenjörsvetenskapsakademien. Han är begravd på Vireda kyrkogård.